# Рашид бин Абдуллах Аль Халифа
Рашид бин Абдуллах Аль Халифа (араб. راشد بن عبد الله بن أحمد آل خليفة‎; род. 1954) — член Бахрейнской королевской семьи. министр внутренних дел Бахрейна (с 2004 года).

## Семья
Рашид — единственный сын Абдуллаха бин Ахмеда Аль Халифы.
Его сын, Абдуллах бин Рашид бин Абдулла Аль Халифа, был назначен послом Бахрейна в США в апреле 2017 года. В 2013 году стал членом Бахрейнской королевской семьи, сменив Худу Нону, занимавшую этот пост с 2008 года.

## Карьера
Халифа занимал должность начальника штаба вооружённых сил Бахрейна с октября 2001 года по май 2004 года в звании генерал-майора.
Халифа был назначен королем Хамадом министром внутренних дел в мае 2004 года. Был повышен до звания генерал-лейтенанта вскоре после назначения министром внутренних дел.